# Nhà Szołayski ở Kraków
Nhà Szołayski ở Kraków (tiếng Ba Lan: Kamienica Szołayskich w Krakowie) là một ngôi nhà chung cư lịch sử tọa lạc tại số 9 Quảng trường Szczepański, trong khu Phố cổ của Kraków, Ba Lan.

## Lịch sử
Ngôi nhà chung cư được xây dựng từ năm 1815 đến năm 1818 cho T. và W. Marciszewski. Tòa soạn và nhà in "Czas" từng hoạt động trong khu nhà tập thể này trong giai đoạn 1849 - 1856. M. Wiszniewski cũng sống ở đây vào giữa thế kỷ 19. Từ năm 1902, tòa nhà trở thành tài sản của Włodzimiera và Adam Szołayski, sau đó được tặng cho chính quyền địa phương để làm trụ sở của bảo tàng. Từ năm 1934, tòa nhà còn là trụ sở của một phòng trưng bày nghệ thuật thời Trung cổ.
Từ năm 2003, sau khi tu sửa, ngôi nhà chung cư được biến thành trụ sở của Bảo tàng Stanisław Wyspiański để triển lãm các bộ sưu tập nghệ thuật của Stanisław Wyspiański và Feliks "Manggha" Jasieński. Kể từ năm 2012, ngôi nhà chung cư có chi nhánh Nhà Szołayski Feliks Jasieński của Bảo tàng Quốc gia. Vào ngày 1 tháng 2 năm 2013, nhân kỷ niệm 1 năm ngày mất của Wisława Szymborska, triển lãm "Ngăn kéo của Szymborska" đã được ra mắt tại Nhà Szołayski.